# Nia Zulkarnaen
 (mars 2015).
Si vous disposez d'ouvrages ou d'articles de référence ou si vous connaissez des sites web de qualité traitant du thème abordé ici, merci de compléter l'article en donnant les références utiles à sa vérifiabilité et en les liant à la section « Notes et références ».
Vanya Zulkarnaen, plus connue sous le diminutif de Nia Zulkarnaen, est une artiste indonésienne née le 19 mai 1970 à Jakarta qui mit fin à sa carrière de chanteuse et d'actrice pour se consacrer à la production d’œuvres cinématographiques.

## Biographie
Elle est la troisième des quatre enfants d'un couple de célébrités indonésiennes très actives dans le milieu du showbiz. Son père Dicky Zulkarnaen était un réalisateur célèbre du cinéma asiatique, dont la filmographie comporte près d'une centaine de films. Sa mère Mieke Wijaya, d'abord comédienne au théâtre, est devenue enfant star dans les années 1950 en jouant un grand nombre de rôles dans des films et séries télévisées, mais également grâce à l'interprétation de chansons d'amour.
Ses parents se marient à la fin des années 1960 et leur vie commune n'est interrompue que par la mort de Dicky Zulkarnaen en 1995, à la suite d'un accident vasculaire cérébral.

## Carrière
Très proche de son père depuis l'enfance, Nia Zulkarnaen fait ses débuts en tant qu'actrice et chanteuse dans quelques-uns de ses films, suivant ainsi le parcours de sa mère.
En 1990, elle obtient le rôle principal dans la romance indo-malaisienne Isabella de Marwan Alkatiri –histoire d'amo ur entre une jeune indonésienne vivant en Malaisie et un jeune chanteur de rock malais (dont le rôle est interprété par Amy Search) en dépit de l'opposition de leurs parents. La bande-son du film Isabella, interprétée par Amy Search, est aujourd'hui considérée comme l'une chansons de rock les plus populaires d'Asie du Sud-Est.
En 1991, dans le film Lagu untuk seruni, aux côtés de l'acteur Tio Pakusadewo, elle incarne le rôle de Feby, une jeune chanteuse déterminée à récupérer la garde de sa fille qu'elle avait initialement abandonnée à la suite d'un mariage raté, au détriment de son ancien époux, un compositeur. Elle est prête, dans ce but, à utiliser tous les moyens, y compris les plus déloyaux. Le film peut être considéré comme l'équivalent asiatique du film américain Kramer contre Kramer et permet par ailleurs à Nia de remporter un Citra Award au festival du film indonésien.
Elle fonde en 2004, avec son conjoint Ari Sihasale, un studio de production de cinéma nommé Alenia Pictures. Les films qui y sont produits traitent de nombreux sujets relatifs à la misère, à la pauvreté, aux inégalités sociales ainsi qu'au patriotisme ou à la question de l'identité nationale indonésienne. Malgré la complexité de ces thèmes, leurs productions visent toutefois un public jeune, qu'elles cherchent à sensibiliser aux différents problèmes de société que traverse l’Indonésie contemporaine,.

## Vie privée
Depuis les années 1990, Nia est au cœur de nombreuses controverses. Née dans une famille musulmane très croyante d'ascendance européenne, Nia a des origines néerlandaises et australiennes. Une certaine forme de rigidité, voire de radicalisme religieux, est observée par la presse indonésienne parmi l'entourage de Nia Zulkarnaen, notamment après la mort de son père. Sa propre mère Mieke Wijaya a par ailleurs acquis, ces dernières années, une certaine notoriété pour des prises de position controversées sur la place de l'islam mais aussi des droits relatifs à la charia au sein de la société indonésienne contemporaine. Elle est devenue ouvertement militante du Parti du réveil national, parti politique à l'idéologie religieuse très conservatrice. Ce parti est populaire parmi les classes défavorisées de la population indonésienne et soutenu par certains milieux traditionalistes indonésiens. Rhoma Irama, le célèbre chanteur indonésien de dangdut connu pour son fondamentalisme, en est également l'un de ses militants les plus actifs.
Après avoir été assez proche de Tio Pakusadewo qu'elle avait rencontré sur le tournage de Lagu untuk seruni, Nia a une histoire d'amour avec Ari Sihasale, l'un des chanteurs du boys band indonésien Cool Colours, mais ils finissent par se séparer en raison de l'opposition que la famille de Nia avait vis-à-vis de leur relation, ce dernier étant catholique et plus jeune qu'elle.

### Mariage avec Alexander David Siahaan
Nia se marie finalement le 19 mai 1998 qui est le jour de son vingt-huitième anniversaire avec Alexander David Siahaan, un sportif indonésien chrétien qui s'était converti à l'islam peu avant le mariage, sous le nom Ahmad Iskandar Zulkarnain.  
Il meurt cependant le 25 mai 2002 dans un accident de voiture à Tangerang, alors qu'il participait à un rallye automobile. Non présente au moment des faits, Nia avait embarqué le jour même dans un avion à destination de Singapour où elle partait subir des traitements médicaux. 
Le couple eut une ultime conversation téléphonique au moment où Nia était à l'aéroport de Jakarta peu avant l'embarquement, tandis que David s'apprêtait à commencer la course. Ce fut seulement une fois arrivée à Singapour qu'elle apprit  la mort de son conjoint par la télévision indonésienne. Très perturbée à la suite des événements Nia commencera à se couper des médias sur les questions relatives à sa vie privée et écrira après son enterrement, un poème en hommage à leurs années de mariage.

### Mariage avec Ari Sihasale
En septembre de la même année, des rumeurs ont commencé à affirmer que Nia se serait remise en couple avec Ari Sihasale, mais Ari a toutefois nié les nouvelles affirmant qu'après s'être récemment retrouvés ils étaient seulement devenus amis.
Néanmoins bien qu'ils aient démenti s'être remis ensemble et en dépit de leurs différentes religions, le couple a organisé une réception de mariage le 25 septembre 2003 au jardin botanique de Kings Park à Perth en Australie. Ils ont par la suite fait enregistrer leur union à l'office d'état-civil situé dans la même ville, début octobre. Le couple a également effectué une cérémonie de mariage traditionnelle papou à Timika au Sheraton Timika Hotel auprès de la famille d'Ari le 5 octobre 2013. Nia a nié les rumeurs concernant sa conversion au christianisme, affirmant qu'elle avait seulement assisté à une cérémonie religieuse donnée en l'honneur de son mari à l'église de Kuala Kencana.
Nia n'a jamais eu d'enfants en raison de ses problèmes d'infertilité dont elle souffrait déjà à l'époque de son premier mariage,, malgré le fait qu'elle ait subi de nombreux traitements pour tomber enceinte, en vain. Mais le mariage n'aurait selon de nombreuses rumeurs pas été consenti par la famille de Nia, comme en témoignerait l'absence de sa propre mère aux différentes cérémonies. Mieke Wijaya avait alors refusé de répondre à ce sujet aux questions des journalistes. Les parents du premier mari de Nia ont quant à eux fait savoir de leur côté par la presse que, non présents à son remariage, ils avaient décidé de prendre leurs distances avec celle qui fut auparavant leur belle-fille.
Son union avec Ari Sihasale est souvent considérée comme un modèle pour ceux qui militent en faveur du mariage interreligieux. Le couple est bien connu pour se soutenir mutuellement sur la pratique de leurs différentes religions, comme en témoigne le fait qu'ils célèbrent ensemble auprès de leurs familles respectives les fêtes de Noël ou de l'Aïd.

## Filmographie

### Cinéma

#### En tant qu'actrice
- 1977 : Jeritan si buyung
- 1980 : Darna ajaib
- 1985 : Merpati tak pernah ingkar janji
- 1986 : Cemburu nih... yee...
- 1986 : Sama juga bohong
- 1987 : Aku benci kamu
- 1988 : Jodoh boleh diatur
- 1989 : Kristal-Kristal cinta
- 1990 : Isabella
- 1991 : Lagu untuk seruni
- 1991 : Bukan main
- 1992 : Pintar-Pintaran
- 2006 : Denias, senandung di atas awan

#### En tant que productrice
- 2006 : Denias, Senandung di Atas Awan de John de Rantau
- 2008 : Liburan Seruuu...!!  de Sofyan D. Surza
- 2011 : Serdadu kumbang de Ari Sihasale
- 2012 : Di timur matahari de Ari Sihasale

## Discographie

### Albums
- Benang-Benang Cinta (1985)
- Senandug Malam (1985)
- Aku Tetap Menunggu (1985)
- Kesepian (1986)
- Kepastian (1987)
- Satukan Hatiku (1988)
- Jangan Pisahkan Aku (1992)
- Ku Ingin Bersamamu (1993)
- Kanda Disni (1994)
- Hanya Padamu (1997)